# Козлов, Адриан Николаевич
Адриан Николаевич Козлов (26 августа 1879 — 5 июля 1929, Шанхай) — полковник Русской императорской армии, герой Великой войны — кавалер Георгиевского оружия, последний полковой командир Александрийского гусарского полка.
Участник Гражданской войны в России, участник белогвардейского мятежа в Казани в 1918 году, командир Сводно-кавалерийского полка Гродековской группы Дальневосточной армии.

## Ранние годы
Родился в 1879 году в дворянской семье Козловых. Из потомственных дворян Полтавской губернии, православный. Окончил Воронежский кадетский корпус и Елисаветградское кавалерийское юнкерское училище по 2 разряду в 1901 году. Выпущен из училища корнетом в Каргопольский 13-й драгунский полк 1-й бригады 5-й кавалерийской дивизии 13 августа 1901 года. В 1903 году — корнет 13-го Каргопольского драгунского полка 1-й бригады 5-й кавалерийской дивизии, исправляющий дела делопроизводителя полкового суда. В 1904—1905 годах — в командировке на Русско-японской войне, был в сражениях, ранен и контужен не был. С 27 сентября 1905 года — поручик со старшинством с 13 августа того же года, полковой адъютант Каргопольского драгунского полка — исправлял эту должность в течение трёх лет. В январе 1909 года — поручик 5-го Каргопольского драгунского полка. С 1 сентября 1909 года — штабс-ротмистр 5-го Каргопольского драгунского полка со старшинством 13 августа того же года. Произведён в ротмистры Каргопольского драгунского полка по выслуге 24 июня 1914 года со старшинством 13 августа 1913 года. Командир 1 эскадрона 5-го Каргопольского драгунского полка с 10 мая 1914 года.

## Великая война
Участник Первой Мировой войны в составе Каргопольского 5-го драгунского полка. В 1914 году — ротмистр 1-го эскадрона Каргопольского драгунского полка.

### Георгиевский подвиг
В наступательном бою при захвате укреплённой позиции германцев у деревни Дрисвяты 15 сентября 1915 года ротмистр Козлов, идя во главе двух вверенных ему эскадронов Каргопольского драгунского полка, под сильным ружейным и пулемётным огнём противника в штыковом бою штурмом взял три линии германских пехотных окопов, после чего повернул вверенные ему эскадроны в тыл обороняющемуся противнику, чем способствовал общему успеху операции по освобождению Дрисвят силами 5-й кавалерийской дивизии.
Решением Георгиевской Думы 5-й армии от 3 декабря 1915 года награждён Георгиевским оружием. На 14 марта 1916 года — подполковник, штаб-офицер Каргопольского 5-го драгунского полка.
За личную храбрость и умелое командование вверенным ему подразделением в боях Великой войны награждён рядом орденов Российской Империи различных степеней с отличиями «за боевые подвиги».

#### Последний командир «Бессмертных гусар»
С 22 апреля 1917 года подполковник Козлов — командующий Александрийским 5-м гусарским полком 2-й бригады 5-й кавалерийской дивизии. 12 октября 1917 года произведён в чин полковника со старшинством с 10 мая того же года, с утверждением в должности командира полка. Последний официально назначенный командир «бессмертных гусар».

## Гражданская война
Видный участник Белого Движения на Востоке России. Возвратившись после развала РИА, как и многие другие офицеры-каргопольцы, в Казань, Козлов узнал, что его жену — Варвару Петровну, сестру милосердия военного госпиталя, — убили в Казанской ЧК «за социальное происхождение». Участник Казанского мятежа 1918 года. В 1921 году — командир Сводно-кавалерийского полка Гродековской группы Дальневосточной армии. Полк являлся образцовой частью, не только кавалерийской, но и вообще оценивался командованием как наилучшая часть всей армии.

## В эмиграции
В конце 1921 года эмигрировал в Китай. Принимал ли участие в борьбе против СССР на территории Китая, или в войнах Эры милитаристов, — неизвестно. Скончался 5 июля 1929 года в Шанхае.

## Награды
- Георгиевское оружие[13]
- орден Св. Владимира 4-й степени с мечами и бантом за отличия в делах против неприятеля.[14]
- орден Св. Анны 2-й степени с мечами[15]
- орден Св. Анны 3-й степени с мечами и бантом [16]
- орден Св. Анны 4-й степени с надписью «за храбрость» [17]
- орден Св. Станислава 2-й степени с мечами за отличия в делах против неприятеля.[18]
- орден Св. Станислава 3-й степени с мечами и бантом за отличия в делах против неприятеля.[16]

### Иностранные
Военный крест (Великобритания)